# Michael Shahan
Michael Shahan (* 1940 in Washington, D.C.) ist ein US-amerikanischer Kontrabassist, Gambist und Musikpädagoge.

## Leben
Shahan studierte am Curtis Institute of Music in Philadelphia bei Roger Scott, dem damaligen Ersten Kontrabassisten des Philadelphia Orchestra, und bei Joseph Willens in Washington. Nach dem Abschluss seines Studiums gehörte er von 1962 bis 1964 dem National Symphony Orchestra an. Von 1964 bis 2021 war er Mitglied des Philadelphia Orchestra, von 1970 bis 2017 als stellvertretender Solobassist.
Daneben spielte Shahan Bass im Philadelphia Jazz Quintet und im Philadelphia Chamber Ensemble sowie Gambe in der American Society of Ancient Instruments. Als stellvertretender musikalischer Leiter, Gambist und Bassist arbeitete er mit den Amerita Chamber Players zusammen und war bei fast allen ihren Auftritten als Continuospieler präsent. Das Philadelphia Orchestra zeichnete ihn 1987 mit dem C. Hartman Kuhn Award aus. Mehr als 35 Jahre unterrichtete Shahan an der New School of Music (später Boyer College of Music and Dance) der Temple University.